# ふるさと雇用再生特別基金事業
ふるさと雇用再生特別基金事業（ふるさとこようさいせいとくべつききんじぎょう）は、地元企業への就職を希望しながら就職が叶わない求職者や失業者を救済する目的で実施されている事業。
2011年度まで実施された。

## この事業が実施される経緯
長期不況によって地元志向を希望しながら就職が叶わない、主に地方に在住する求職者や失業者に地元企業への就職を推進させようと厚生労働省が実施させた事業。

## 仕事の内容
多岐にわたり、特殊資格や同業就職経験が必要な仕事もある。

## 雇用期間
基本的には1年程度だが、勤務状況によっては引き続き自社での雇用につながる場合もある。

## 応募資格
現在失業している者。但し、先述・特殊資格や同業就職経験が必要だったり、学校卒業後3年未満、進学・就職を理由に一度も地元を出たことがないなど、一定の条件が付く場合がある。